# Mała Synagoga w Gibraltarze
Mała Synagoga w Gibraltarze (lad. Esnoga Chica) – synagoga znajdująca się w Gibraltarze przy 91 Irish Town, w miejscu dawnego targu mięsnego.
W 1759 roku jesziwa, którą założył Isaac Netto, została przekształcona w synagogę dla marokańskich Żydów, którzy nie chcieli uczęszczać do Wielkiej Synagogi wykorzystywanej przez Sefardyjczyków.
Prawdopodobnie została zniszczona w czasie oblężenia Gibraltaru, ale później ją odbudowano.